# Championnat du monde de combiné nordique

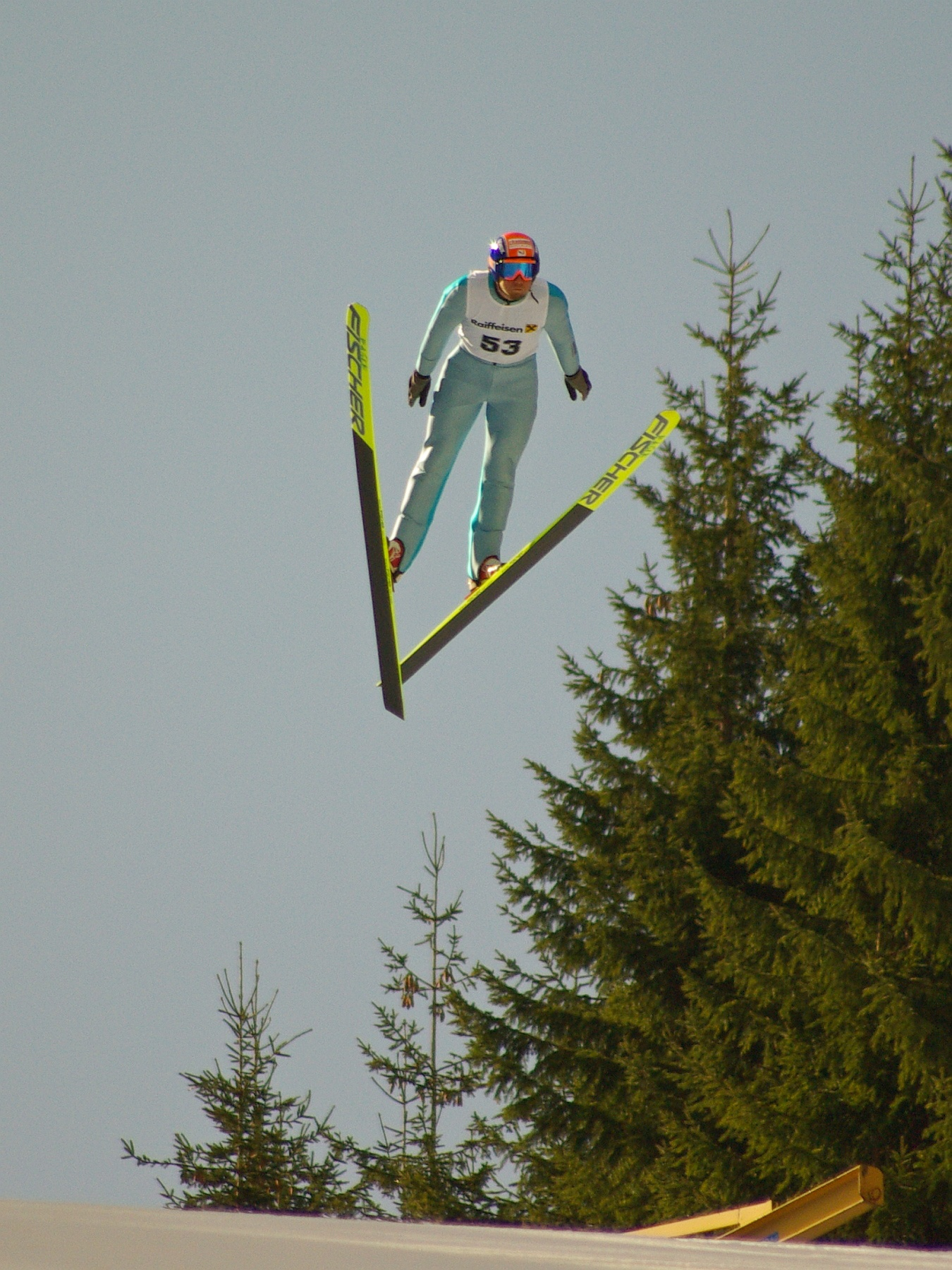
Jonathan Felisaz

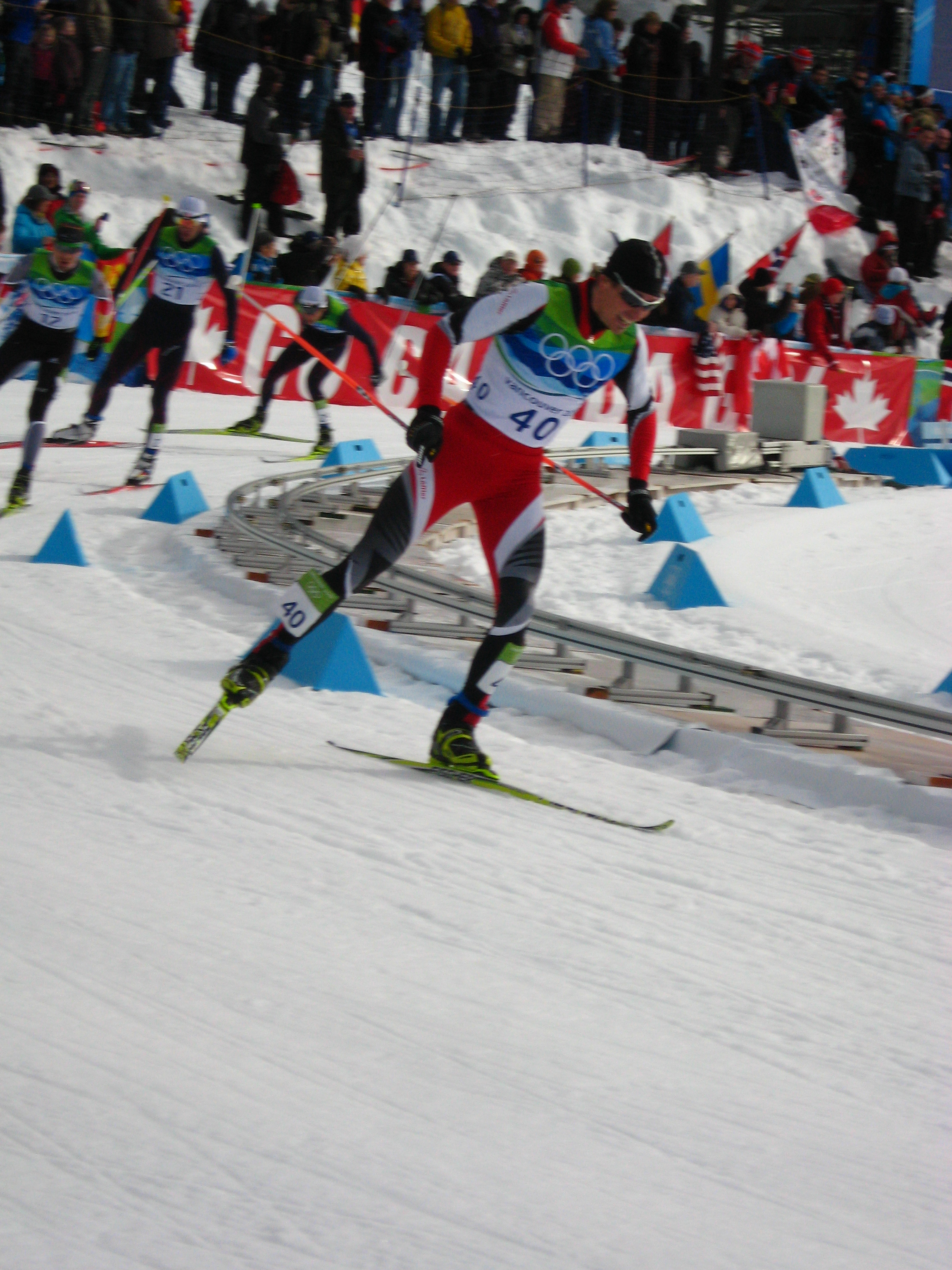
Felix Gottwald

Cette page recense les médaillés des championnats du monde de combiné nordique, qui ont lieu depuis 1925 et sont désormais organisés tous les deux ans. Ces médailles sont attribuées lors des championnats du monde de ski nordique à l'issue des épreuves de combiné. À la différence d'autres disciplines du ski nordique, le champion olympique de combiné nordique n'est pas considéré comme un champion du monde. Ceci explique l'absence des épreuves olympiques dans le tableau ci-dessous.
Les données sont sur cette page classées de différentes manières, à savoir par année, par nombre de médailles et par pays.
Avec cinq titres de champion du monde, le Norvégien Bjarte Engen Vik a obtenu au cours de sa carrière plus de médailles d'or qu'aucun autre coureur de combiné. Mais avec quatre titres en individuel, l'Allemand Ronny Ackermann détient néanmoins un record. Avec onze médailles (titres et accessits confondus), l'Autrichien Felix Gottwald a le plus grand nombre de médailles. Un pays règne sur cette discipline nordique : la Norvège.
Avec l'adoption de la méthode de Gundersen au cours des années 1980, les championnats du monde ont reflété l'évolution de leur sport. Originellement, seul un titre était décerné. Ce n'est qu'en 1982 qu'une autre épreuve de la discipline fut organisée : l'épreuve par équipes. Initialement disputée en équipes de trois coureurs, elle se court depuis 1995 par équipes de quatre. Peu à peu, d'autres épreuves ont été introduites, multipliant ainsi le nombre de titres : sprint (de 1999 à 2007), départ en ligne (couru seulement en 2009), grand tremplin (qui en 2009 a remplacé l'épreuve de sprint et perdure depuis, au point de s'étendre à l'épreuve par équipes).
Un championnat du monde junior existe depuis 1968.

## Épreuves
La liste suivante indique quand de nouveaux événements ont été ajoutés pour la première fois :
- 1982 : ajout de l'épreuve par équipe (H) sur grand tremplin.
- 1984 : seulement l'épreuve non-olympique : 3 x 10 km par équipe.
- 1999 : ajout de l'épreuve sprint.
- 2009 : suppression de l'épreuve sprint; ajout de l'épreuve mass-start (K90) et d'une autre épreuve (Gundersen K120).
- 2011 : suppression de l'épreuve mass-start et ajout de l'épreuve sur tremplin normal par équipe (H).
- 2013 : le sprint par équipe grand tremplin remplace l'épreuve grand tremplin par équipe.
- 2019 : ajout de l'épreuve individuelle (F).
- 2021 : ajout du combiné nordique (F).
- 2023 : l'épreuve par équipe mixte remplace le sprint par équipe (H) sur grand tremplin.
- 2027 : ajout de l'épreuve par équipe (F).

## Compétitions

### Hommes

#### Individuel sur tremplin normal
| Edition | Lieu                | Médaille d'or, monde | Médaille d'argent, monde | Médaille de bronze, monde |
| 1925    | Janské Lázně        | Otakar Německý       | Josef Adolf              | Xaver Affentranger        |
| 1926    | Lahti               | Johan Grøttumsbråten | Thorleif Haug            | Einar Landvik             |
| 1927    | Cortina d’Ampezzo   | Rudolf Burkert       | Otakar Německý           | František Wende           |
| 1929    | Zakopane            | Hans Vinjarengen     | Ole Stenen               | Esko Järvinen             |
| 1930    | Oslo                | Hans Vinjarengen     | Leif Skagnæs             | Knut Lunde                |
| 1931    | Oberhof             | Johan Grøttumsbråten | Sverre Kolterud          | Arne Rustadstuen          |
| 1933    | Innsbruck           | Sven Selånger        | Antonín Bartoň           | Harald Bosio              |
| 1934    | Sollefteå           | Oddbjørn Hagen       | Sverre Kolterud          | Hans Vinjarengen          |
| 1935    | Vysoké Tatry        | Oddbjørn Hagen       | Lauri Valonen            | Wilhelm Bogner            |
| 1937    | Chamonix            | Sigurd Røen          | Rolf Kaarby              | Aarne Valkama             |
| 1938    | Lahti               | Olaf Hoffsbakken     | John Westbergh           | Hans Vinjarengen          |
| 1939    | Zakopane            | Gustl Berauer        | Gustaf Adolf Sellin      | Magnar Fosseide           |
| 1950    | Lake Placid         | Heikki Hasu          | Ottar Gjermundshaug      | Simon Slåttvik            |
| 1954    | Falun               | Sverre Stenersen     | Gunder Gundersen         | Kjetil Mårdalen           |
| 1958    | Lahti               | Paavo Korhonen       | Sverre Stenersen         | Gunder Gundersen          |
| 1962    | Zakopane            | Arne Larsen          | Dmitri Kotchkine         | Ole Henrik Fagerås        |
| 1966    | Oslo                | Georg Thoma          | Franz Keller             | Alois Kälin               |
| 1970    | Vysoké Tatry        | Ladislav Rygl        | Nikolay Nogovitsyn       | Vjatscheslav Drjagin      |
| 1974    | Falun               | Ulrich Wehling       | Günter Deckert           | Stefan Hula               |
| 1978    | Lahti               | Konrad Winkler       | Rauno Miettinen          | Ulrich Wehling            |
| 1982    | Oslo                | Tom Sandberg         | Konrad Winkler           | Uwe Dotzauer              |
| 1985    | Seefeld in Tirol    | Hermann Weinbuch     | Geir Andersen            | Jouko Karjalainen         |
| 1987    | Oberstdorf          | Torbjørn Løkken      | Trond Arne Bredesen      | Hermann Weinbuch          |
| 1989    | Lahti               | Trond Einar Elden    | Andreï Doundoukov        | Trond Arne Bredesen       |
| 1991    | Val di Fiemme       | Fred Børre Lundberg  | Klaus Sulzenbacher       | Klaus Ofner               |
| 1993    | Falun               | Kenji Ogiwara        | Knut Tore Apeland        | Trond Einar Elden         |
| 1995    | Thunder Bay         | Fred Børre Lundberg  | Jari Mantila             | Sylvain Guillaume         |
| 1997    | Trondheim           | Kenji Ogiwara        | Bjarte Engen Vik         | Fabrice Guy               |
| 1999    | Ramsau am Dachstein | Bjarte Engen Vik     | Samppa Lajunen           | Dmitri Sinizyn            |
| 2001    | Lahti               | Bjarte Engen Vik     | Samppa Lajunen           | Felix Gottwald            |
| 2003    | Val di Fiemme       | Ronny Ackermann      | Felix Gottwald           | Samppa Lajunen            |
| 2005    | Oberstdorf          | Ronny Ackermann      | Björn Kircheisen         | Felix Gottwald            |
| 2007    | Sapporo             | Ronny Ackermann      | Bill Demong              | Anssi Koivuranta          |
| 2009    | Liberec             | Todd Lodwick         | Jan Schmid               | Bill Demong               |
| 2011    | Oslo                | Eric Frenzel         | Tino Edelmann            | Felix Gottwald            |
| 2013    | Val di Fiemme       | Jason Lamy Chappuis  | Mario Stecher            | Björn Kircheisen          |
| 2015    | Falun               | Johannes Rydzek      | Alessandro Pittin        | Jason Lamy Chappuis       |
| 2017    | Lahti               | Johannes Rydzek      | Eric Frenzel             | Björn Kircheisen          |
| 2019    | Seefeld in Tirol    | Jarl Magnus Riiber   | Bernhard Gruber          | Akito Watabe              |
| 2021    | Oberstdorf          | Jarl Magnus Riiber   | Ilkka Herola             | Jens Lurås Oftebro        |
| 2023    | Planica             | Jarl Magnus Riiber   | Julian Schmid            | Franz-Josef Rehrl         |

#### Individuel sur grand tremplin
anciennement Sprint
| Edition | Lieu                | Médaille d'or, monde | Médaille d'argent, monde | Médaille de bronze, monde |
| 1999    | Ramsau am Dachstein | Bjarte Engen Vik     | Mario Stecher            | Kenji Ogiwara             |
| 2001    | Lahti               | Marko Baacke         | Samppa Lajunen           | Ronny Ackermann           |
| 2003    | Val di Fiemme       | Johnny Spillane      | Ronny Ackermann          | Felix Gottwald            |
| 2005    | Oberstdorf          | Ronny Ackermann      | Magnus Moan              | Kristian Hammer           |
| 2007    | Sapporo             | Hannu Manninen       | Magnus Moan              | Björn Kircheisen          |
| 2009    | Liberec             | Bill Demong          | Björn Kircheisen         | Jason Lamy Chappuis       |
| 2011    | Oslo                | Jason Lamy Chappuis  | Johannes Rydzek          | Eric Frenzel              |
| 2013    | Val di Fiemme       | Eric Frenzel         | Bernhard Gruber          | Jason Lamy Chappuis       |
| 2015    | Falun               | Bernhard Gruber      | François Braud           | Johannes Rydzek           |
| 2017    | Lahti               | Johannes Rydzek      | Akito Watabe             | François Braud            |
| 2019    | Seefeld in Tirol    | Eric Frenzel         | Jan Schmid               | Franz-Josef Rehrl         |
| 2021    | Oberstdorf          | Johannes Lamparter   | Jarl Magnus Riiber       | Akito Watabe              |

#### Départ groupé
| Edition | Lieu    | Médaille d'or, monde | Médaille d'argent, monde | Médaille de bronze, monde |
| 2009    | Liberec | Todd Lodwick         | Tino Edelmann            | Jason Lamy Chappuis       |

#### Équipe
| Edition | Lieu             | Type de tremplin      | Médaille d'or, monde                                                                 | Médaille d'argent, monde | Médaille de bronze, monde                                                           |
| 1982    | Oslo             | Oslo                  | Allemagne de l'Est - Uwe Dotzauer - Gunter Schmieder - Konrad Winkler                | Finlande - Jouko Karjalainen - Rauno Miettinen - Jorma Etelälahti Norvège - Hallstein Bøgseth - Espen Andersen - Tom Sandberg | –                                                                                   |
| 1984    | Rovaniemi        | Rovaniemi             | Norvège - Geir Andersen - Hallstein Bøgseth - Tom Sandberg                           | Finlande - Rauno Miettinen - Jukka Ylipulli - Jouko Karjalainen                                                               | Union soviétique - Alexander Prosvirnin - Aleksandr Maïorov - Ildar Garifoulline    |
| 1985    | Seefeld in Tirol | Seefeld in Tirol      | Allemagne - Thomas Müller - Hubert Schwarz - Hermann Weinbuch                        | Norvège - Geir Andersen - Espen Andersen - Hallstein Bøgseth                                                                  | Finlande - Jyri Pelkonen - Jukka Ylipulli - Jouko Karjalainen                       |
| 1987    | Oberstdorf       | Oberstdorf            | Allemagne - Hermann Weinbuch - Hans-Peter Pohl - Thomas Müller                       | Norvège - Hallstein Bøgseth - Trond Arne Bredesen - Torbjørn Løkken                                                           | Union soviétique - Sergueï Chervyakov - Andreï Doundoukov - Allar Levandi           |
| 1989    | Lahti            | Lahti                 | Norvège - Trond Einar Elden - Trond Arne Bredesen - Bård Jørgen Elden                | Suisse - Andreas Schaad - Hippolyt Kempf - Fredy Glanzmann                                                                    | Allemagne de l'Est - Ralph Leonhardt - Bernd Blechschmidt - Thomas Abratis          |
| 1991    | Val di Fiemme    | Val di Fiemme         | Autriche - Günther Csar - Klaus Ofner - Klaus Sulzenbacher                           | France - Francis Repellin - Xavier Girard - Fabrice Guy                                                                       | Japon - Reiichi Mikata - Masashi Abe - Kazuoki Kodama                               |
| 1993    | Falun            | Falun                 | Japon - Takanori Kōno - Masashi Abe - Kenji Ogiwara                                  | Norvège - Trond Einar Elden - Knut Tore Apeland - Fred Børre Lundberg                                                         | Allemagne - Thomas Dufter - Jens Deimel - Hans-Peter Pohl                           |
| 1995    | Thunder Bay      | Thunder Bay           | Japon - Masashi Abe - Tsugiharu Ogiwara - Kenji Ogiwara - Takanori Kōno              | Norvège - Halldor Skard - Bjarte Engen Vik - Knut Tore Apeland - Fred Børre Lundberg                                          | Suisse - Markus Wüst - Armin Krügel - Stefan Wittwer - Jean-Yves Cuendet            |
| 1997    | Trondheim        | Trondheim             | Norvège - Halldor Skard - Bjarte Engen Vik - Knut Tore Apeland - Fred Børre Lundberg | Finlande - Jari Mantila - Tapio Nurmela - Samppa Lajunen - Hannu Manninen                                                     | Autriche - Christoph Eugen - Felix Gottwald - Mario Stecher - Robert Stadelmann     |
| 1999    | Ramsau           | Ramsau                | Finlande - Hannu Manninen - Tapio Nurmela - Jari Mantila - Samppa Lajunen            | Norvège - Fred Børre Lundberg - Trond Einar Elden - Bjarte Engen Vik - Kenneth Braaten                                        | Russie - Nikolaï Parfionov - Alexey Fadeyev - Valeri Stoliarov - Dmitri Sinizyn     |
| 2001    | Lahti            | Lahti                 | Norvège - Kenneth Braaten - Sverre Rotevatn - Bjarte Engen Vik - Kristian Hammer     | Autriche - Christoph Eugen - Mario Stecher - David Kreiner - Felix Gottwald                                                   | Finlande - Jari Mantila - Hannu Manninen - Jaakko Tallus - Samppa Lajunen           |
| 2003    | Val di Fiemme    | Val di Fiemme         | Autriche - Michael Gruber - Wilhelm Denifl - Christoph Bieler - Felix Gottwald       | Allemagne - Thorsten Schmitt - Georg Hettich - Björn Kircheisen - Ronny Ackermann                                             | Finlande - Hannu Manninen - Jouni Kaitainen - Jaakko Tallus - Samppa Lajunen        |
| 2005    | Oberstdorf       | Oberstdorf            | Norvège - Petter Tande - Håvard Klemetsen - Magnus Moan - Kristian Hammer            | Allemagne - Sebastian Haseney - Georg Hettich - Björn Kircheisen - Ronny Ackermann                                            | Autriche - Michael Gruber - Christoph Bieler - David Kreiner - Felix Gottwald       |
| 2007    | Sapporo          | Sapporo               | Finlande - Anssi Koivuranta - Janne Ryynänen - Jaakko Tallus - Hannu Manninen        | Allemagne - Sebastian Haseney - Ronny Ackermann - Tino Edelmann - Björn Kircheisen                                            | Norvège - Håvard Klemetsen - Espen Rian - Petter Tande - Magnus Moan                |
| 2009    | Liberec          | Liberec               | Japon - Yūsuke Minato - Taihei Katō - Akito Watabe - Norihito Kobayashi              | Allemagne - Eric Frenzel - Ronny Ackermann - Tino Edelmann - Björn Kircheisen                                                 | Norvège - Mikko Kokslien - Jan Schmid - Petter Tande - Magnus Moan                  |
| 2011    | Oslo             | Tremplin normal       | Autriche - David Kreiner - Bernhard Gruber - Felix Gottwald - Mario Stecher          | Allemagne - Johannes Rydzek - Eric Frenzel - Björn Kircheisen - Tino Edelmann                                                 | Norvège - Mikko Kokslien - Håvard Klemetsen - Jan Schmid - Magnus Moan              |
| 2011    | Oslo             | Grand Tremplin        | Autriche - David Kreiner - Bernhard Gruber - Felix Gottwald - Mario Stecher          | Allemagne - Johannes Rydzek - Eric Frenzel - Björn Kircheisen - Tino Edelmann                                                 | Norvège - Mikko Kokslien - Håvard Klemetsen - Jan Schmid - Magnus Moan              |
| 2013    | Val di Fiemme    | Tremplin normal       | France - François Braud - Maxime Laheurte - Sébastien Lacroix - Jason Lamy Chappuis  | Norvège - Jørgen Graabak - Håvard Klemetsen - Magnus Krog - Magnus Moan                                                       | États-Unis - Taylor Fletcher - Bryan Fletcher - Todd Lodwick - Bill Demong          |
| 2013    | Val di Fiemme    | Sprint Grand Tremplin | France - Sébastien Lacroix - Jason Lamy Chappuis                                     | Autriche - Wilhelm Denifl - Bernhard Gruber                                                                                   | Allemagne - Tino Edelmann - Eric Frenzel                                            |
| 2015    | Falun            | Tremplin normal       | Allemagne - Tino Edelmann - Eric Frenzel - Fabian Rießle - Johannes Rydzek           | Norvège - Magnus Moan - Håvard Klemetsen - Jørgen Graabak - Mikko Kokslien                                                    | France - François Braud - Maxime Laheurte - Sébastien Lacroix - Jason Lamy Chappuis |
| 2015    | Falun            | Sprint Grand tremplin | France - François Braud - Jason Lamy Chappuis                                        | Allemagne - Eric Frenzel - Johannes Rydzek                                                                                    | Norvège - Magnus Moan - Håvard Klemetsen                                            |
| 2017    | Lahti            | Tremplin normal       | Allemagne - Eric Frenzel - Björn Kircheisen - Fabian Rießle - Johannes Rydzek        | Norvège - Magnus Moan - Magnus Krog - Mikko Kokslien - Jørgen Graabak                                                         | Autriche - Bernhard Gruber - Mario Seidl - Philipp Orter - Paul Gerstgraser         |
| 2017    | Lahti            | Sprint Grand Tremplin | Allemagne - Eric Frenzel - Johannes Rydzek                                           | Norvège - Magnus Moan - Magnus Krog                                                                                           | Japon - Akito Watabe - Yoshito Watabe                                               |
| 2019    | Seefeld          | Tremplin normal       | Norvège - Espen Bjørnstad - Jan Schmid - Jørgen Graabak - Jarl Magnus Riiber         | Allemagne - Johannes Rydzek - Eric Frenzel - Fabian Rießle - Vinzenz Geiger                                                   | Autriche - Bernhard Gruber - Mario Seidl - Franz-Josef Rehrl - Lukas Klapfer        |
| 2019    | Seefeld          | Sprint Grand Tremplin | Allemagne - Eric Frenzel - Fabian Rießle                                             | Norvège - Jan Schmid - Jarl Magnus Riiber                                                                                     | Autriche - Franz-Josef Rehrl - Bernhard Gruber                                      |
| 2021    | Oberstdorf       | Tremplin normal       | Norvège - Espen Bjørnstad - Jørgen Graabak - Jens Lurås Oftebro - Jarl Magnus Riiber | Allemagne - Terence Weber - Fabian Rießle - Eric Frenzel - Vinzenz Geiger                                                     | Autriche - Johannes Lamparter - Lukas Klapfer - Mario Seidl - Lukas Greiderer       |
| 2021    | Oberstdorf       | Sprint Grand Tremplin | Autriche - Johannes Lamparter - Lukas Greiderer                                      | Norvège - Espen Andersen - Jarl Magnus Riiber                                                                                 | Allemagne - Fabian Rießle - Eric Frenzel                                            |
| 2023    | Planica          | Grand Tremplin        | Norvège - Espen Andersen - Jens Lurås Oftebro - Jørgen Graabak - Jarl Magnus Riiber  | Allemagne - Eric Frenzel - Vinzenz Geiger - Johannes Rydzek - Julian Schmid                                                   | Autriche - Martin Fritz - Lukas Greiderer - Stefan Rettenegger - Johannes Lamparter |

### Femmes

#### Individuel sur tremplin normal
| Edition | Lieu       | Médaille d'or, monde | Médaille d'argent, monde | Médaille de bronze, monde |
| 2021    | Oberstdorf | Gyda Westvold Hansen | Mari Leinan Lund         | Marte Leinan Lund         |
| 2023    | Planica    | Gyda Westvold Hansen | Nathalie Armbruster      | Haruka Kasai              |

### Mixte
| Edition | Lieu    | Médaille d'or, monde                                                                       | Médaille d'argent, monde                                                       | Médaille de bronze, monde                                                          |
| 2023    | Planica | Norvège - Jens Lurås Oftebro - Ida Marie Hagen - Gyda Westvold Hansen - Jarl Magnus Riiber | Allemagne - Vinzenz Geiger - Jenny Nowak - Nathalie Armbruster - Julian Schmid | Autriche - Stefan Rettenegger - Annalena Slamik - Lisa Hirner - Johannes Lamparter |

## Récapitulatifs
Après les épreuves de 2023

Ce classement est établi selon le nombre total de médailles d'or obtenues. En cas d'égalite, ils sont départagés selon le nombre de médailles d'argent, puis de bronze.

### Hommes
| Rang | Nom                  | Nat.                 | Début | Fin  | Or (total) | Or (individuels) | Argent | Bronze | Total |
| ---- | -------------------- | -------------------- | ----- | ---- | ---------- | ---------------- | ------ | ------ | ----- |
| 01.  | Jarl Magnus Riiber   | Norvège              | 2019  | 2023 | 8          | (4)              | 3      | –      | 11    |
| 02.  | Eric Frenzel         | Allemagne            | 2009  | 2023 | 7          | (3)              | 8      | 3      | 18    |
| 03.  | Johannes Rydzek      | Allemagne            | 2011  | 2023 | 6          | (3)              | 5      | 1      | 12    |
| 04.  | Bjarte Engen Vik     | Norvège              | 1995  | 2001 | 5          | (3)              | 3      | –      | 8     |
| 05.  | Jason Lamy Chappuis  | France               | 2007  | 2015 | 5          | (2)              | –      | 5      | 10    |
| 06.  | Ronny Ackermann      | Allemagne            | 2001  | 2009 | 4          | (4)              | 5      | 1      | 10    |
| 07.  | Kenji Ogiwara        | Japon                | 1993  | 1999 | 4          | (2)              | –      | 1      | 5     |
| 08.  | Bernhard Gruber      | Autriche             | 2011  | 2019 | 3          | (1)              | 3      | 2      | 8     |
| 09.  | Fred Børre Lundberg  | Norvège              | 1991  | 1999 | 3          | (2)              | 3      | –      | 6     |
| 010. | Jørgen Graabak       | Norvège              | 2013  | 2023 | 3          | (–)              | 3      | –      | 6     |
| 011. | Felix Gottwald       | Autriche             | 1997  | 2011 | 3          | (–)              | 2      | 6      | 11    |
| 012. | Fabian Rießle        | Allemagne            | 2015  | 2021 | 3          | (–)              | 2      | 1      | 6     |
| 013. | Hannu Manninen       | Finlande             | 1997  | 2007 | 3          | (1)              | 1      | 2      | 6     |
| 014. | Hermann Weinbuch     | Allemagne de l'Ouest | 1985  | 1987 | 3          | (1)              | –      | 1      | 4     |
| 015. | Mario Stecher        | Autriche             | 1997  | 2013 | 2          | (–)              | 3      | 1      | 6     |
| 016. | Trond Einar Elden    | Norvège              | 1989  | 1999 | 2          | (1)              | 2      | 1      | 5     |
| 017. | François Braud       | France               | 2013  | 2017 | 2          | (–)              | 1      | 2      | 5     |
| 018. | David Kreiner        | Autriche             | 2001  | 2011 | 2          | (–)              | 1      | 1      | 4     |
| 019. | Konrad Winkler       | Allemagne de l'Est   | 1978  | 1982 | 2          | (1)              | 1      | –      | 3     |
| 019. | Tom Sandberg         | Norvège              | 1982  | 1984 | 2          | (1)              | 1      | –      | 3     |
| 021. | Johannes Lamparter   | Autriche             | 2021  | 2023 | 2          | (1)              | –      | 4      | 6     |
| 022. | Hans Vinjarengen     | Norvège              | 1929  | 1938 | 2          | (2)              | –      | 2      | 4     |
| 023. | Todd Lodwick         | États-Unis           | 2009  | 2013 | 2          | (2)              | –      | 1      | 3     |
| 024. | Masashi Abe          | Japon                | 1991  | 1995 | 2          | (–)              | –      | 1      | 3     |
| 024. | Kristian Hammer      | Norvège              | 2001  | 2005 | 2          | (–)              | –      | 1      | 3     |
| 024. | Sébastien Lacroix    | France               | 2013  | 2015 | 2          | (–)              | –      | 1      | 3     |
| 027. | Johan Grøttumsbråten | Norvège              | 1926  | 1931 | 2          | (2)              | –      | –      | 2     |
| 027. | Oddbjørn Hagen       | Norvège              | 1934  | 1935 | 2          | (2)              | –      | –      | 2     |
| 029. | Takanori Kōno        | Japon                | 1993  | 1995 | 2          | (–)              | –      | –      | 2     |
| 029. | Thomas Müller        | Allemagne de l'Est   | 1985  | 1987 | 2          | (–)              | –      | –      | 2     |
| 029. | Espen Bjørnstad      | Norvège              | 2019  | 2021 | 2          | (–)              | –      | –      | 2     |
| 032. | Björn Kircheisen     | Allemagne            | 2003  | 2017 | 1          | (–)              | 8      | 3      | 12    |
| 033. | Magnus Moan          | Norvège              | 2005  | 2017 | 1          | (–)              | 6      | 5      | 12    |
| 034. | Tino Edelmann        | Allemagne            | 2015  | 2015 | 1          | (–)              | 6      | 1      | 8     |
| 035. | Samppa Lajunen       | Finlande             | 1997  | 2003 | 1          | (–)              | 4      | 3      | 8     |
| 036. | Jan Schmid           | Norvège              | 2009  | 2019 | 1          | (–)              | 3      | 3      | 7     |
| 037. | Knut Tore Apeland    | Norvège              | 1993  | 1997 | 1          | (–)              | 3      | –      | 4     |
| 037. | Hallstein Bøgseth    | Norvège              | 1982  | 1987 | 1          | (–)              | 3      | –      | 4     |
| 039. | Håvard Klemetsen     | Norvège              | 2005  | 2015 | 1          | (–)              | 2      | 4      | 7     |
| 040. | Trond Arne Bredesen  | Norvège              | 1987  | 1989 | 1          | (–)              | 2      | 1      | 4     |
| 040. | Jari Mantila         | Finlande             | 1995  | 2001 | 1          | (–)              | 2      | 1      | 4     |
| 042. | Geir Andersen        | Norvège              | 1984  | 1985 | 1          | (–)              | 2      | –      | 3     |
| 043. | Akito Watabe         | Japon                | 2009  | 2021 | 1          | (–)              | 1      | 3      | 5     |
| 044. | Bill Demong          | États-Unis           | 2007  | 2013 | 1          | (1)              | 1      | 2      | 4     |
| 045. | Torbjørn Løkken      | Norvège              | 1987  | 1987 | 1          | (1)              | 1      | –      | 2     |
| 045. | Otakar Německý       | Tchéquie             | 1925  | 1927 | 1          | (1)              | 1      | –      | 2     |
| 045. | Sverre Stenersen     | Norvège              | 1954  | 1958 | 1          | (1)              | 1      | –      | 2     |
| 048. | Kenneth Braaten      | Norvège              | 1999  | 2001 | 1          | (–)              | 1      | –      | 2     |
| 048. | Wilhelm Denifl       | Autriche             | 2003  | 2013 | 1          | (–)              | 1      | –      | 2     |
| 048. | Tapio Nurmela        | Finlande             | 1997  | 1999 | 1          | (–)              | 1      | –      | 2     |
| 048. | Halldor Skard        | Norvège              | 1995  | 1997 | 1          | (–)              | 1      | –      | 2     |
| 048. | Klaus Sulzenbacher   | Autriche             | 1991  | 1991 | 1          | (–)              | 1      | –      | 2     |
| 048. | Espen Andersen       | Norvège              | 2021  | 2023 | 1          | (–)              | 1      | -      | 2     |
| 054. | Jaakko Tallus        | Finlande             | 2001  | 2007 | 1          | (–)              | –      | 2      | 3     |
| 054. | Petter Tande         | Norvège              | 2005  | 2009 | 1          | (–)              | –      | 2      | 3     |
| 054. | Ulrich Wehling       | Allemagne de l'Est   | 1974  | 1978 | 1          | (1)              | –      | 1      | 2     |
| 054. | Christoph Bieler     | Autriche             | 2003  | 2005 | 1          | (–)              | –      | 1      | 2     |
| 054. | Uwe Dotzauer         | Allemagne de l'Est   | 1982  | 1982 | 1          | (–)              | –      | 1      | 2     |
| 054. | Michael Gruber       | Autriche             | 2003  | 2005 | 1          | (–)              | –      | 1      | 2     |
| 054. | Anssi Koivuranta     | Finlande             | 2007  | 2007 | 1          | (–)              | –      | 1      | 2     |
| 054. | Klaus Ofner          | Autriche             | 1991  | 1991 | 1          | (–)              | –      | 1      | 2     |
| 054. | Hans-Peter Pohl      | Allemagne de l'Est   | 1987  | 1987 | 1          | (–)              | –      | 1      | 2     |
| 054. | Maxime Laheurte      | France               | 2013  | 2015 | 1          | (–)              | –      | 1      | 2     |
| 054. | Jens Lurås Oftebro   | Norvège              | 2021  | 2023 | 1          | (–)              | –      | 1      | 2     |
| 054. | Lukas Greiderer      | Autriche             | 2021  | 2021 | 1          | (–)              | –      | 1      | 2     |
| 066. | Marko Baacke         | Allemagne            | 2001  | 2001 | 1          | (1)              | –      | –      | 1     |
| 066. | Gustl Berauer        |                      | 1939  | 1939 | 1          | (1)              | –      | –      | 1     |
| 066. | Rudolf Burkert       | Tchéquie             | 1927  | 1927 | 1          | (1)              | –      | –      | 1     |
| 066. | Heikki Hasu          | Finlande             | 1950  | 1950 | 1          | (1)              | –      | –      | 1     |
| 066. | Olaf Hoffsbakken     | Norvège              | 1938  | 1938 | 1          | (1)              | –      | –      | 1     |
| 066. | Paavo Korhonen       | Finlande             | 1958  | 1958 | 1          | (1)              | –      | –      | 1     |
| 066. | Arne Larsen          | Norvège              | 1962  | 1962 | 1          | (1)              | –      | –      | 1     |
| 066. | Sigurd Røen          | Norvège              | 1937  | 1937 | 1          | (1)              | –      | –      | 1     |
| 066. | Ladislav Rygl        | Tchécoslovaquie      | 1970  | 1970 | 1          | (1)              | –      | –      | 1     |
| 066. | Sven Selånger        | Suède                | 1933  | 1933 | 1          | (1)              | –      | –      | 1     |
| 066. | Johnny Spillane      | États-Unis           | 2003  | 2003 | 1          | (1)              | –      | –      | 1     |
| 066. | Georg Thoma          | Allemagne de l'Est   | 1966  | 1966 | 1          | (1)              | –      | –      | 1     |
| 078. | Taihei Katō          | Japon                | 2009  | 2009 | 1          | (–)              | –      | –      | 1     |
| 078. | Günther Csar         | Autriche             | 1991  | 1991 | 1          | (–)              | –      | –      | 1     |
| 078. | Bård Jørgen Elden    | Norvège              | 1989  | 1989 | 1          | (–)              | –      | –      | 1     |
| 078. | Norihito Kobayashi   | Japon                | 2009  | 2009 | 1          | (–)              | –      | –      | 1     |
| 078. | Yūsuke Minato        | Japon                | 2009  | 2009 | 1          | (–)              | –      | –      | 1     |
| 078. | Tsugiharu Ogiwara    | Japon                | 1995  | 1995 | 1          | (–)              | –      | –      | 1     |
| 078. | Sverre Rotevatn      | Norvège              | 2001  | 2001 | 1          | (–)              | –      | –      | 1     |
| 078. | Janne Ryynänen       | Finlande             | 2007  | 2007 | 1          | (–)              | –      | –      | 1     |
| 078. | Gunter Schmieder     | Allemagne de l'Est   | 1982  | 1982 | 1          | (–)              | –      | –      | 1     |
| 078. | Hubert Schwarz       | Allemagne de l'Est   | 1985  | 1985 | 1          | (–)              | –      | –      | 1     |

### Femmes
| Rang | Nom                  | Nat.    | Début | Fin  | Or (total) | Or (individuels) | Argent | Bronze | Total |
| ---- | -------------------- | ------- | ----- | ---- | ---------- | ---------------- | ------ | ------ | ----- |
| 01.  | Gyda Westvold Hansen | Norvège | 2021  | 2023 | 3          | (2)              | –      | –      | 3     |
| 02.  | Ida Marie Hagen      | Norvège | 2023  | 2023 | 1          | (–)              | –      | –      | 1     |

### Classement par pays
| Rang | Pays                 | Début | Fin  | Or (total) | Or (individuels) | Argent | Bronze | Total |
| ---- | -------------------- | ----- | ---- | ---------- | ---------------- | ------ | ------ | ----- |
| 1    | Norvège              | 1926  | 2023 | 33         | 23               | 31     | 19     | 83    |
| 2    | Allemagne (avec RDA) | 1935  | 2023 | 23         | 16               | 23     | 14     | 45    |
| 3    | Finlande             | 1929  | 2021 | 5          | 3                | 10     | 8      | 23    |
| 4    | Autriche             | 1933  | 2023 | 7          | 2                | 8      | 14     | 32    |
| 5    | France               | 1991  | 2017 | 5          | 2                | 2      | 8      | 15    |
| 6    | Japon                | 1991  | 2023 | 5          | 2                | 1      | 5      | 11    |
| 7    | États-Unis           | 2003  | 2013 | 4          | 4                | 1      | 2      | 7     |
| 8    | Tchécoslovaquie      | 1925  | 1970 | 3          | 3                | 3      | 1      | 7     |
| 9    | Suède                | 1933  | 1939 | 1          | 1                | 2      | 0      | 3     |
| 10   | Russie (avec URSS)   | 1962  | 1999 | 0          | 0                | 3      | 5      | 8     |
| 11   | Suisse               | 1925  | 1995 | 0          | 0                | 1      | 3      | 4     |
| 12   | Italie               | 2015  | 2015 | 0          | 0                | 1      | 0      | 1     |
| 13   | Pologne              | 1974  | 1974 | 0          | 0                | 0      | 1      | 1     |